# Hushabye
A Hushabye Doc Pomus és Mort Shuman szerzeménye. Először 1959-ben jelent meg a The Mystics feldolgozásában, ami Top 20-as szám lett az U.S.A.-ban.
A Beach Boys 1964-ben dolgozta fel a számot majd az All Summer Long albumán jelenítette meg. A Good Vibrations Box Set-en kétféle változat található: egy sztereóhoz hasonló verzió, ahol a bal fülhallgatóban az instrumentális alap szól, a jobban pedig a vokál, valamint egy élő felvétel.

## Zenészek
- Brian Wilson - szólóvokál
- Mike Love - szólóvokál